# Nuevo San Antonio, Tamaulipas
Nuevo San Antonio är en ort i Mexiko.   Den ligger i kommunen San Carlos och delstaten Tamaulipas, i den centrala delen av landet, 500 km norr om huvudstaden Mexico City. Nuevo San Antonio ligger 212 meter över havet och antalet invånare är 225.
Terrängen runt Nuevo San Antonio är huvudsakligen platt, men österut är den kuperad. Runt Nuevo San Antonio är det mycket glesbefolkat, med 2 invånare per kvadratkilometer. Närmaste större samhälle är Corralejo, 11,4 km norr om Nuevo San Antonio. I omgivningarna runt Nuevo San Antonio växer huvudsakligen savannskog.